# اولی لاتوکفو
اولی لاتوکفو (انگلیسی: Uli Latukefu) بازیگر و خواننده اهل استرالیا است. وی از سال ۲۰۱۳ میلادی تاکنون مشغول فعالیت بوده‌است.
از فیلم‌ها یا برنامه‌های تلویزیونی که وی در آن نقش داشته‌است، می‌توان به مارکو پولو، دکتر دکتر، بیگانه: کاوننت، بلک ادم و هدف بعدی پیروزی است اشاره کرد.